# Lac Toussaint
Lac Toussaint är en sjö i Kanada.   Den ligger i provinsen Québec, i den sydöstra delen av landet, 400 km norr om huvudstaden Ottawa. Lac Toussaint ligger 400 meter över havet.
Trakten runt Lac Toussaint är nära nog obefolkad, med mindre än två invånare per kvadratkilometer.